# Przeminęło z wiatrem (powieść)
Przeminęło z wiatrem (tytuł oryginału: Gone with the Wind) – powieść amerykańskiej pisarki Margaret Mitchell z 1936 roku. Historia w niej opowiedziana dotyczy czasów wojny secesyjnej i ukazuje losy bogatej córki plantatora bawełny, Scarlett O’Hary, w czasie tego burzliwego okresu.

## Informacje
Główne postacie
- Scarlett O'Hara
- Rhett Butler
- Melanie Hamilton
- Ashley Wilkes
- India Wilkes

Czas akcji
- lata 1861 - 1873

Miejsce akcji
- posiadłość Tara, 8 km od Jonesboro w Georgii
- Atlanta w Georgii
- Charleston w Karolinie Południowej
- Nowy Orlean w Luizjanie

Najważniejsze wydarzenia
- Wojna secesyjna
- Rekonstrukcja

## Fabuła
Amerykańskie rodziny z Południa potraktowały wybuch wojny z uśmiechem na twarzy, spodziewając się łatwego zwycięstwa i szybkiego powrotu do dotychczasowego sposobu życia. Jednak zwycięstwo nie przychodziło, a amerykański sen powoli oddalał się. W tym czasie rozgrywały się różnorodne dramaty, przeżycia bohaterów. Główna bohaterka, Scarlett O’Hara, przeżywała wielką miłość do Ashleya Wilkesa, który jednak ożenił się ze swoją delikatną i dobroduszną kuzynką, Melanią Hamilton. Piękna i pewna siebie Scarlett, od chwili usłyszenia o ślubie swego ukochanego, znienawidziła kobietę i życzyła jej śmierci.
Melania okazała się jednak jedyną prawdziwą przyjaciółką Scarlett i dopiero w chwili jej śmierci Scarlett zdała sobie z tego sprawę, jak wiele jej zawdzięczała. Sama nie mogła się pogodzić z odrzuceniem Ashleya, bowiem nikt nigdy nie oparł się jej wdziękom. W czasie wojny pomagała słabej fizycznie Melanii, jak podczas porodu, gdy Melania urodziła syna Ashley − Beau. Robiła to jednak tylko ze względu na Ashleya, który walczył za Konfederację.
Scarlett po swoim ojcu Geraldzie odziedziczyła twardy, irlandzki charakter, lecz jej ideałem kobiety była matka, Ellen z domu Robbilard o francuskich korzeniach. Przez cały czas Scarlett walczyła z samą sobą, by stać się miłą, łagodną i zdolną do każdych poświęceń damą. Prawie nigdy jednak nie udało jej się to, gdyż wciąż działała wbrew wychowaniu Ellen. Wiedziała, że matka nie byłaby z niej dumna, gdyby tylko wiedziała o przewinieniach najstarszej córki. Scarlett miała również dwie młodsze siostry: Susan Elinor „Suellen” i Caroline Irene „Carreen”.
Z pozoru urocza Scarlett potrafiła omotać naiwnych mężczyzn. Pierwszym mężem został Charles Hamilton, brat Melanii. Nigdy nie zwróciłaby uwagi na „wstrętną babę, zrobioną z syna żołnierza”, gdyby nie fakt, że był na barbecue, na której Ashley i Melania ogłosili swe zaręczyny. Scarlett, bardzo nieszczęśliwa z tego powodu, flirtowała ze wszystkimi mężczyznami obecnymi na przyjęciu. Charles ją zdenerwował i sama uważała, że wygląda jak cielę idące na rzeź. Wieczorem Scarlett wyznała swoją miłość Ashleyowi, a słysząc odmowę nazwała go tchórzem i wymierzyła mu siarczysty policzek. Po jego wyjściu stłukła wazonik. Świadkiem ich rozmowy był Rhett Butler, charlestończyk o czerwonych ustach. Scarlett bardzo się na niego rozzłościła. Wracając do pokoju usłyszała, jak Honey Wilkes, siostra Ashleya, ją obgadywała. Gdy Melania z dobroci serca stanęła w jej obronie, Scarlett pomyślała, że przyszła żona Ashleya pewnie zrobiła to z celów egoistycznych – by wszyscy myśleli, że jest bardzo miła. Po dwóch tygodniach Charles został mężem Scarlett, z zemsty na Ashleyu. Następnego dnia odbyło się wesele Ashleya i Melanii. Scarlett była załamana. Jako pani Hamilton szybko została wdową, gdyż brat Melanii ruszył na wojnę. Urodziła mu syna, którego ojciec nie zdążył zobaczyć – Wade'a Hamptona Hamiltona. Nieszczególnie przejęła się śmiercią Charlesa. Żałoba ją wręcz denerwowała, ponieważ w tym okresie nie może nosić kolorowych sukien i bawić się.
Scarlett nie przejęła się opinią publiczną. Przed wojną sąsiedzi plotkowali, że jest kokietką, w czasie oblężenia założyła własny biznes i co gorsza bogaciła się na nim, co było wręcz niedopuszczalne moralnie dla dobrych, zubożałych przez wojnę rodzin. Kolejne małżeństwo zawarła ze starym Frankiem Kennedym, wielbicielem młodszej siostry Scarlett, „Suellen”. Bohaterka odbiła siostrze Franka, gdyż rozpaczliwie potrzebowała 300 dolarów dla utrzymania rodzinnej plantacji, Tary. Zdominowany przez despotkę pan Kennedy pozwalał jej na robienie wszystkiego, czego zechciała. Nawet na wtrącanie się w prowadzenie jego sklepu. Scarlett urodziła mu córeczkę o imieniu Ella Lorena. Niedługo później Frank zginął w strzelaninie. W opinii publicznej właśnie z winy Scarlett, która została zaatakowana przez Murzyna i Jankesa podczas samotnej jazdy przez niebezpieczną okolicę – Shantytown. Frank, należał do Ku Klux Klanu. Wraz z resztą członków grupy pojechał zemścić się na mężczyznach. Akcja udała się jedynie połowicznie. Na członków klanu czyhała jankeska zasadzka.
Podczas kilku lat opisanych w powieści mniej lub bardziej uczestniczy w nich bogaty kapitan Rhett Butler, cieszący się najgorszą z możliwych opinii w ówczesnych czasach, z powodu pewnego skandalu, jak potem to określił, z „pewną panną przypominającą gęś”. Tak jak Scarlett, nie uważał Konfederacji za sprawy szczególnie ważnej i tak jak ona bogacił się na wojnie.

Wydawałoby się, że mężczyzną jej życia jest właśnie on. Świetnie się rozumieli, pobrali się i urodziła im się córeczka, Eugenia Wiktoria. Melania - z uwagi na kolor oczu dziewczynki - podsunęła im pomysł nazywania jej „Bonnie Blue”. Rett rozpieszczał córkę. Kupił jej nawet kucyka, którym skakała przez płotek. Bonnie poprosiła o podwyższenie poprzeczki. Rhett w końcu uległ jej namowom. Bonnie krzyknęła do matki „Mamusiu, patrz, jak skaczę”. Na te słowa matka przeraziła się, bo mignął jej w pamięci obraz Geralda O’Hary, który tuż przed śmiercią mówił podobne słowa. Scarlett oskarża męża o zabicie własnego dziecka. Rhett początkowo nie chciał się zgodzić na pochowanie Bonnie, ponieważ uważał, że w grobie jest za ciemno, a mała bała się ciemności. Melania zaszła w ciążę po raz drugi, mimo że lekarze ją ostrzegali, że może umrzeć. Na łożu śmierci uświadomiła Scarlett, że Rhett ją bardzo kocha. Pani Butler doszła do wniosku, że nigdy nie kochała Ashleya, a jedynie złudzenie sprzed lat. Było już jednak za późno. Powieść kończy się odejściem Butlera. Wtedy, po kultowej kwestii Rhetta: 

Kochanie, nic mnie to nie obchodzi

 padły słowa Scarlett, które także weszły do historii literatury i filmu: 

Pomyślę o tym wszystkim jutro, w Tarze. Zniosę to wtedy lepiej. Jutro pomyślę, jak go odzyskać. Mimo wszystko, życie się dzisiaj nie kończy

.

## Ekranizacja
Powieść doczekała się ekranizacji w 1939 roku, z Vivien Leigh i Clarkiem Gable w rolach głównych.

## Kontynuacje
W roku 1991, po wielu latach starań i procesów o prawa autorskie, powstała kontynuacja powieści, autorstwa Alexandry Ripley, zatytułowana Scarlett. W Polsce ukazała się ona jeszcze w tym samym roku, nakładem wydawnictwa Atlantis.
Nieco wcześniej w Polsce ukazał się również nieoficjalny sequel, jako dodatek do magazynu Przyjaciółka. Jego autorką była Anna Mildner. Utwór, zatytułowany Dalsze losy Scarlett O’Hara i Rhetta Butlera, miał charakter pastiszu.
W roku 2008, wydano drugą oficjalną (autoryzowaną przez spadkobierców Margaret Mitchell) kontynuację oryginału, zatytułowaną „Rhett Butler” (Rhett Butler's People. Sequel to Margaret Mitchell's Gone with the Wind). Autorem powieści jest Donald McCaig. Opowiada ona dzieje głównego męskiego bohatera w okresie sprzed okresu opisanego w oryginalnej powieści, jak i później. Książka w Polsce ukazała się nakładem wydawnictwa A. Kuryłowicz ALBATROS.

## Polskie przekłady
Pierwszy przekład Celiny Wieniewskiej z 1938 roku wydawany jest do dziś. Istnieją także tłumaczenia Joanny Kalickiej z 1993 roku i Magdy Pietrzak-Merty z 2000 roku.